# Witte boterbloem
De witte boterbloem of plataanbladige ranonkel (Ranunculus platanifolius) is een overblijvende plant uit de ranonkelfamilie.
Zowel de soortaanduiding platanifolius, de Duitse naam 'platanenblättriger Hahnenfuß' als de Franse naam 'renoncule à feuilles de platane' verwijzen naar de vorm van de bladeren, evenals de alternatieve Nederlandstalige naam plataanbladige ranonkel.

## Beschrijving
De plant wordt zo'n 130 cm hoog. De bladeren zijn handvormig diep ingesneden in vijf tot zeven vrij smalle slippen. De bladdelen zijn aan de voet wel met elkaar verbonden.
De tot 2 cm grote witte bloemen bloeien in het natuurlijke verspreidingsgebied in België van mei tot juli.

## Verspreiding
De plant is vrij algemeen in de Alpen en komt in de Midden-Europese en Zuidoost-Europese gebergten voor en noordelijk tot in Noorwegen. In Nederland is de plant afwezig. In België is de beschermde soort zeer zeldzaam in het Maasgebied en de Ardennen.